# Olivia Jackson
Olivia Jackson, auch Olivia Kaewsamrit (* 25. August 1983 in Kapstadt, Südafrika) ist eine Schauspielerin und Stuntfrau.

## Karriere
Ihr Schauspieldebüt gab Jackson in dem Kurzfilm Ongwe – Der Leopard, der in Namibia gedreht wurde. Im Jahr 2011 spielte Jackson die Rolle Chloé in dem französischen Film Largo Winch II – Die Burma Verschwörung von Jérôme Salle und führte dabei die Stunts selbst durch. In der Fernsehserie Beaver Falls führte sie in der zweiten Episode der ersten Staffel Stunts aus. Anschließend stand sie 2011 in den Filmen The Kick als US-amerikanische Taekwondo Championess und als Interpol Agentin in Hangover 2 vor der Kamera. 
Im Jahr 2012 führte sie Stunts in den Filmen Safe House, Dredd, The Impossible und Death Race: Inferno durch, wobei sie in den beiden letztgenannten auch als Darstellerin zu sehen war. Daneben war sie das Stunt-Double von Rosie Huntington-Whiteley in dem Film Mad Max: Fury Road. 
Am 5. September 2015 verunglückte Jackson im Rahmen der Dreharbeiten zu Resident Evil: The Final Chapter schwer und zog sich lebensgefährliche Verletzungen zu.

## Filmografie (Auswahl)
- 2009: Ongwe – Der Leopard (Kurzfilm)
- 2011: Largo Winch II – Die Burma Verschwörung (Largo Winch)
- 2011: Hangover 2 (The Hangover Part II)
- 2012: Dredd
- 2012: Safe House
- 2012: Death Race: Inferno (Death Race 3: Inferno)
- 2015: Mad Max: Fury Road (Stuntdouble: Rosie)
- 2017: Resident Evil: The Final Chapter (Stuntdouble: Milla Jovovich)